# Ray BLK
Ray BLK mit bürgerlichem Namen Rita Ekwere (* in Nigeria, aufgewachsen in London)  ist eine Sängerin und Songwriterin.

## Biografie
Rita Ekwere wurde in Nigeria geboren und kam mit vier Jahren nach London, wo sie in Catford aufwuchs. Sie macht Musik seit sie neun Jahre alt war. Ihre erste EP Havisham kam im Jahre 2015 raus, während sie englische Literatur studierte. Der Künstlername Ray BLK entstand gemäß ihren eigenen Angaben aus Ray für ihren Nachnamen und BLK für Building, Living, Knowing.
Im Jahre 2016 gewann sie den Contest für den BBC Sound of 2017 vor Rag ’n’ Bone Man und Raye.

## Diskografie

### Alben
- Empress (2018)

### Singles
- 5050 (2015)
- My Hood (2016)
- Chill Out (2016)
- Patience (Freestyle) (2017)
- Doing Me (2017)
- All Or Nothing (2018)
- Baby (2018)
- Run Run (2018)
- Empress (2018)

### EPs
- Havisham (2015)
- Durt (2016)